# 法秩序
法秩序（ほうちつじょ）とは、法学用語の一つ。これは法律の存在によって構成されている国や社会の規律であり統一的なまとまりのことを言う。また統一的なまとまりが成されている状態の国や社会が示している、その秩序のあり方を法秩序と言うこともある。